# Литва (плем'я)

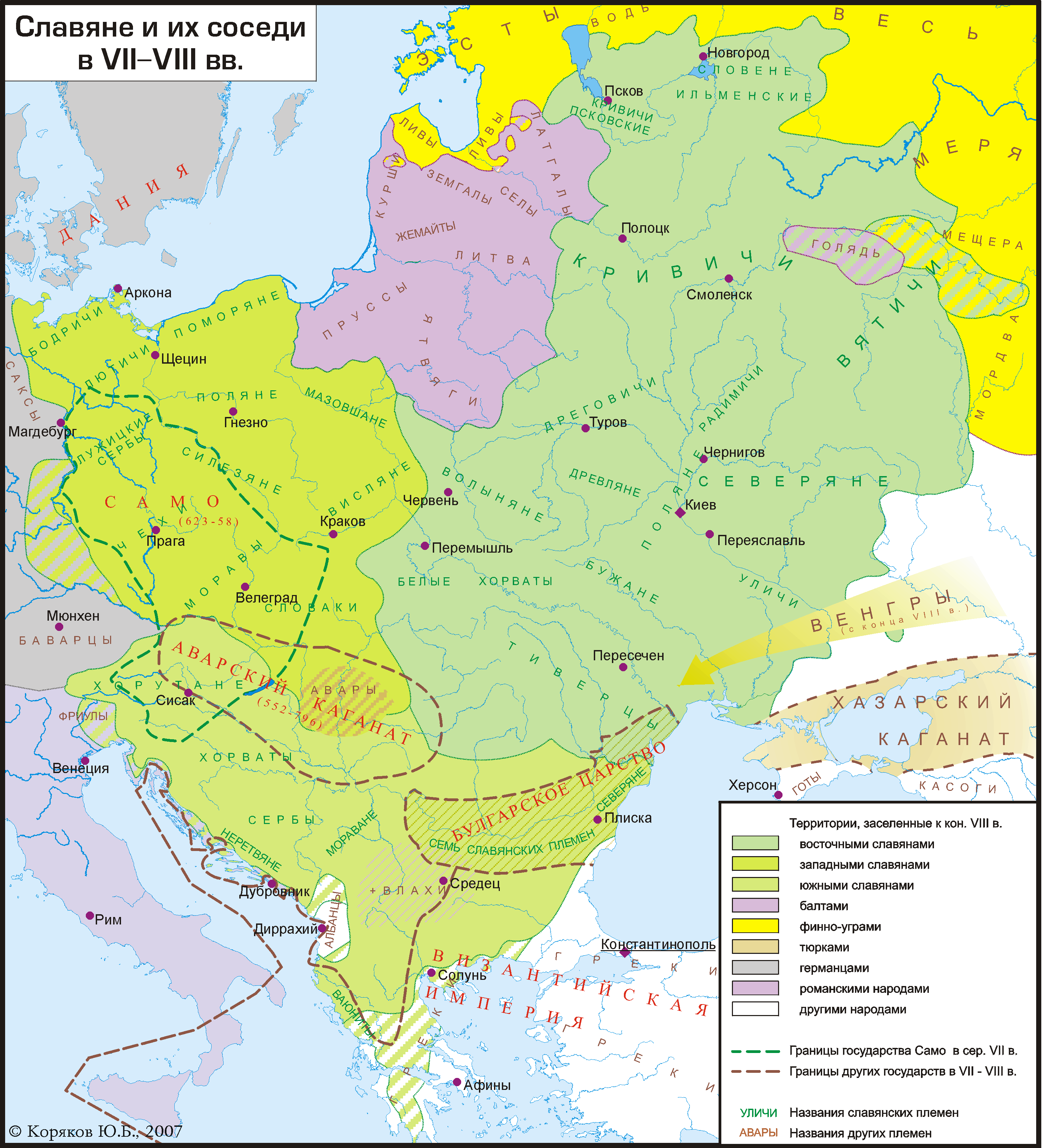
Литва на карті Східної Європи раннього Середньовіччя

Литва́ — група середньовічних східнобалтійських племен які проживали на території сучасних південно-східної Литви та північно-західної Білорусі. Неодноразово згадані у Повісті минулих літ та різних західноєвропейських джерелах. Археологічно співвідносяться з культурою східнолитовських курганів.

## Історія

### Дописемна доба
На рубежі нашої ери майбутній ареал литви входив до території обширної балтійської культури штрихованої кераміки.
У період із середини V до середини VI століть нашої ери в Прибалтиці відбулась різка зміна в матеріальній культурі та поховальних обрядах а також в соціальній структурі населення. Ці зміни ймовірно були пов'язані з появою в регіоні озброєних груп людей — гунських воїнів які прийшли сюди після знищення держави Аттіли. До них також приєднались представники готів, герулів та інших племен. Зокрема на зміну інгумації приходить кремація покійників. Прибульці освоюють нові землі, створюють дружини та систему міжплемінних зв'язків.
У VII-VIII ст. на значній території литовського ареалу обряд кремації стає панівним, поступаючись інгумації лише в районах проживання жемайтів.
В цей ж час формується чітко окреслений ареал литви, який охоплював басейн Вілії, з її притоками Швентою та Жейменою. В нижній течії Вілії сусідами литви були ятвяги, на північному заході вони межували з жемайтами, на півночі, приблизно в районі сучасного литовсько-латвійського кордону їхніми сусідами були латгали. На сході території розселення литви досягала верхів'їв Дісни, оз. Нароч та верхньої течії Вілії де їхніми сусідами були слов'яни — кривичі. Далі на півдні литовський ареал досягав Німана де перетинався з територіями дреговичів та волинян.

### Литва в Х—ХІІ ст.
З 2-ї половини Х ст. почалась активна слов'янська колонізація литовських земель. В районах розселення литви виникають руські міста — Гродно, Новогорудок, Мінськ, Ізяславль.
Перша згадка в джерелах про литву міститься у Кведлінбургських анналах під 1009 роком, коли місіонер Бруно Квертфуртський був вбитий на межі Русі та Литви (Litova). Надалі литва часто згадана в руському літописанні у зв'язку з походами руських князів у її землі. 1040 року в її землі вторгається Ярослав Мудрий який переміг литву і змусив плем'я виплачувати данину Києву. У 1130—1131 р. похід на литву здійснив київський князь Мстислав Великий. Під 1159 роком Іпатіївський літопис повідомляє що мінський князь Володар ходив в ліса на литву.
Кількість згадок про литву різко збільшується з 1180-х років. Коли між нею та Руссю виникають часті контакти, в першу чергу військові, але на цей час литовські племена значно активізовуються та переходять у наступ.

### Експансія литви та поява державності

Балтійські племена на початку ХІІІ ст.

З початку 1180-х років починаються постійні литовські набіги як на Русь так і на сусідні землі хрестоносців. У 1180 та 1196 роках литва ходила на Друцьк та Великі Луки відповідно, за ініціативою полоцьких князів. У 1183 році здійснила перший самостійний набіг — на Псков. У «Слові о полку Ігоревім» розповідається про загибель полоцького князя Ізяслава на війні з литвою бл. 1185 року. Лівонські джерела повідомляють про те що литовські набіги почались на початку 1180-х років та тривали без перерв протягом наступних сорока років.
1200 року литва здійснила набіг на південні волості Новгорода. Тоді ж відбувся перший похід в Польщу. У 1201 р. проти литви ходив полоцький князь Володимир. Біля 1203 з нею почав співпрацювати князь Герцике, Всеволод, який був одружений з дочкою литовського князя Довгірда. У 1208 році відбувся перший напад литви на Волинь, після того відбулись набіги на Новгород (1217, 1219), Псков (1218), Польщу (1219), Орден Мечоносців (1221—1222), Торопець (1223), Новгород (1224). Особливо великий похід литви на новгородські та смоленські волості зафіксований літописцем у 1225 р., коли «була рать велика, якої ж не було від початку світу».
У 1219 році окрім того литовські князі укладають мир з волинськими Романовичами, у якому вперше зустрічаємо численних литовських князів, які правили різними територіями, зокрема майбутнього короля Міндовга.
1236 року Орден Мечоносців при підтримці європейських хрестоносців та псковичів організував великий похід проти литви, який однак закінчився поразкою у битві при Саулі.
У 1230-х роках Міндовг здолавши численних суперників зумів стати верховним князем литовських племен, і об'єднати їх в одній державі, до якої крім власне литовських земель входили руські Новогрудок, Гродно та їхні волості. У 1251 році Міндовг хреститься у католицизм та стає литовським королем. Надалі на базі литви, ятвягів та жемайтів виникає Велике князівство Литовське. Термін «литва» який початково використовувався у значені народу починає трактуватись як означення певної землі та держави, а сам етнонім трансформується у пізньосередньовічний політонім «литвини» та сучасний «литовці».